# Partecipanti al Trofeo Laigueglia 2024
Elenco dei partecipanti al Trofeo Laigueglia 2024.
Il Trofeo Laigueglia 2024 è stato la sessantunesima edizione della corsa. Alla competizione presero parte venticinque squadre: nove iscritte all'UCI World Tour 2024, otto dell'UCI ProTeam e otto dell'UCI Continental Team.
Partenza con 172 ciclisti accreditati.

## Corridori per squadra
Nota: R ritirato, NP non partito, FT fuori tempo, SQ squalificato
| Decathlon AG2R La Mondiale Team    | Decathlon AG2R La Mondiale Team    | Decathlon AG2R La Mondiale Team    | UAE Team Emirates             | UAE Team Emirates             | UAE Team Emirates             | Intermarché-Wanty               | Intermarché-Wanty               | Intermarché-Wanty               |
| ---------------------------------- | ---------------------------------- | ---------------------------------- | ----------------------------- | ----------------------------- | ----------------------------- | ------------------------------- | ------------------------------- | ------------------------------- |
| N°                                 | Ciclista                           | Clas.                              | N°                            | Ciclista                      | Clas.                         | N°                              | Ciclista                        | Clas.                           |
| 1                                  | Nans Peters                        | 21°                                | 11                            | Filippo Baroncini             | 60°                           | 21                              | Francesco Busatto               | 29°                             |
| 2                                  | Andrea Vendrame                    | 2°                                 | 12                            | Jan Christen                  | 5°                            | 22                              | Simone Gualdi                   | 39°                             |
| 3                                  | Jaakko Hänninen                    | R                                  | 13                            | Alessandro Covi               | 36°                           | 23                              | Georg Zimmermann                | R                               |
| 4                                  | Jordan Labrosse                    | R                                  | 14                            | Juan Ayuso                    | 3°                            | 24                              | Simone Petilli                  | 86°                             |
| 5                                  | Paul Lapeira                       | 9°                                 | 15                            | Marc Hirschi                  | 14°                           | 25                              | Lorenzo Rota                    | 10°                             |
| 6                                  | Baptiste Veistroffer               | R                                  | 16                            | Rafał Majka                   | 83°                           | 26                              | Dion Smith                      | R                               |
| 7                                  | Benoît Cosnefroy                   | R                                  |                               |                               |                               | 27                              | Rein Taaramäe                   | R                               |
| Arkéa-B&B Hotels                   | Arkéa-B&B Hotels                   | Arkéa-B&B Hotels                   | Groupama-FDJ                  | Groupama-FDJ                  | Groupama-FDJ                  | EF Education-EasyPost           | EF Education-EasyPost           | EF Education-EasyPost           |
| N°                                 | Ciclista                           | Clas.                              | N°                            | Ciclista                      | Clas.                         | N°                              | Ciclista                        | Clas.                           |
| 31                                 | Louis Barré                        | 7°                                 | 41                            | Lorenzo Germani               | 79°                           | 51                              | Alberto Bettiol                 | 15°                             |
| 32                                 | Vincenzo Albanese                  | 17°                                | 42                            | Romain Grégoire               | 11°                           | 52                              | Lukas Nerurkar                  | 43°                             |
| 34                                 | Clément Champoussin                | 49°                                | 43                            | Lenny Martinez                | 1°                            | 53                              | Andrea Piccolo                  | 40°                             |
| 35                                 | Ewen Costiou                       | R                                  | 44                            | Cyril Barthe                  | 97°                           | 54                              | Darren Rafferty                 | 6°                              |
| 36                                 | Michel Ries                        | 85°                                | 45                            | Reuben Thompson               | 30°                           | 55                              | Archie Ryan                     | 13°                             |
| 37                                 | Alessandro Verre                   | 51°                                | 46                            | Max Böck                      | R                             | 56                              | James Shaw                      | 35°                             |
|                                    |                                    |                                    | 47                            | Thibaud Gruel                 | R                             | 57                              | Yuhi Todome                     | R                               |
| Cofidis                            | Cofidis                            | Cofidis                            | Astana Qazaqstan Team         | Astana Qazaqstan Team         | Astana Qazaqstan Team         | Team Jayco AlUla                | Team Jayco AlUla                | Team Jayco AlUla                |
| N°                                 | Ciclista                           | Clas.                              | N°                            | Ciclista                      | Clas.                         | N°                              | Ciclista                        | Clas.                           |
| 61                                 | Jesús Herrada                      | R                                  | 71                            | Simone Velasco                | 8°                            | 81                              | Welay Berhe                     | R                               |
| 62                                 | Thomas Champion                    | 82°                                | 72                            | Gleb Brusenskij               | 73°                           | 83                              | Alessandro De Marchi            | 54°                             |
| 63                                 | Stefano Oldani                     | 37°                                | 73                            | Santiago Umba                 | 68°                           | 84                              | Davide De Pretto                | 19°                             |
| 64                                 | Simon Geschke                      | R                                  | 74                            | Lorenzo Fortunato             | 25°                           | 85                              | Felix Engelhardt                | R                               |
| 65                                 | Jonathan Lastra                    | 44°                                | 75                            | Gianmarco Garofoli            | 52°                           | 86                              | Rudy Porter                     | 31°                             |
| 66                                 | Axel Mariault                      | 23°                                | 76                            | Christian Scaroni             | 4°                            | 87                              | Filippo Zana                    | 28°                             |
| 67                                 | Harrison Wood                      | R                                  | 77                            | Nicolas Vinokurov             | R                             |                                 |                                 |                                 |
| Bingoal WB                         | Bingoal WB                         | Bingoal WB                         | Caja Rural-Seguros RGA        | Caja Rural-Seguros RGA        | Caja Rural-Seguros RGA        | Corratec Vini Fantini           | Corratec Vini Fantini           | Corratec Vini Fantini           |
| N°                                 | Ciclista                           | Clas.                              | N°                            | Ciclista                      | Clas.                         | N°                              | Ciclista                        | Clas.                           |
| 91                                 | Marco Tizza                        | 66°                                | 101                           | Fernando Barceló              | 18°                           | 111                             | Niccolò Bonifazio               | R                               |
| 92                                 | Floris De Tier                     | 34°                                | 102                           | Jaume Guardeño                | 71°                           | 112                             | Davide Baldaccini               | 56°                             |
| 93                                 | Noah Detalle                       | R                                  | 103                           | Joseba López                  | 63°                           | 113                             | Valerio Conti                   | R                               |
| 94                                 | Lucas Jacques                      | R                                  | 104                           | Eduard Prades                 | 61°                           | 114                             | Lorenzo Quartucci               | 57°                             |
| 95                                 | Louka Matthys                      | 65°                                | 105                           | Michal Schlegel               | R                             | 115                             | Mark Padun                      | R                               |
| 96                                 | Dimitri Peyskens                   | R                                  | 106                           | Guillermo Thomas Silva        | 67°                           | 116                             | Kristian Sbaragli               | 75°                             |
| 97                                 | Aaron Van der Beken                | R                                  | 107                           | Joel Nicolau                  | 22°                           | 117                             | Antoine Debons                  | R                               |
| Euskaltel-Euskadi                  | Euskaltel-Euskadi                  | Euskaltel-Euskadi                  | Lotto Dstny                   | Lotto Dstny                   | Lotto Dstny                   | Team Polti Kometa               | Team Polti Kometa               | Team Polti Kometa               |
| N°                                 | Ciclista                           | Clas.                              | N°                            | Ciclista                      | Clas.                         | N°                              | Ciclista                        | Clas.                           |
| 121                                | Iker Mintegi                       | 46°                                | 131                           | Jenno Berckmoes               | R                             | 141                             | Davide Bais                     | 38°                             |
| 122                                | Gotzon Martín                      | 94°                                | 132                           | Johannes Adamietz             | R                             | 142                             | Mattia Bais                     | R                               |
| 123                                | Xabier Berasategi                  | 92°                                | 133                           | Arjen Livyns                  | 91°                           | 143                             | Davide De Cassan                | 58°                             |
| 124                                | James Fouché                       | R                                  | 134                           | Sylvain Moniquet              | 47°                           | 144                             | Matteo Fabbro                   | R                               |
| 125                                | Xabier Isasa                       | 90°                                | 135                           | Eduardo Sepúlveda             | R                             | 145                             | Álex Martín                     | R                               |
| 126                                | Joan Bou                           | 33°                                | 136                           | Jarno Widar                   | 95°                           | 146                             | Francisco Muñoz                 | 78°                             |
| 127                                | Mikel Iturria                      | 93°                                | 137                           | Jonas Gregaard                | R                             | 147                             | Davide Piganzoli                | 50°                             |
| Tudor Pro Cycling Team             | Tudor Pro Cycling Team             | Tudor Pro Cycling Team             | VF Group-Bardiani CSF-Faizanè | VF Group-Bardiani CSF-Faizanè | VF Group-Bardiani CSF-Faizanè | Team Technipes #inEmiliaRomagna | Team Technipes #inEmiliaRomagna | Team Technipes #inEmiliaRomagna |
| N°                                 | Ciclista                           | Clas.                              | N°                            | Ciclista                      | Clas.                         | N°                              | Ciclista                        | Clas.                           |
| 151                                | Marco Brenner                      | 12°                                | 161                           | Luca Covili                   | 62°                           | 171                             | Emanuele Ansaloni               | 53°                             |
| 152                                | Aloïs Charrin                      | R                                  | 162                           | Vicente Rojas                 | 88°                           | 172                             | Nicolò Garibbo                  | NP                              |
| 153                                | Jacob Eriksson                     | 84°                                | 163                           | Giulio Pellizzari             | R                             | 173                             | Luca Cavallo                    | 27°                             |
| 154                                | Lucas Eriksson                     | 24°                                | 164                           | Alessandro Pinarello          | 26°                           | 174                             | Ludovico Crescioli              | 45°                             |
| 155                                | Simon Pellaud                      | R                                  | 165                           | Manuele Tarozzi               | 81°                           | 175                             | Andrea Innocenti                | 74°                             |
| 156                                | Roland Thalmann                    | 32°                                | 166                           | Alex Tolio                    | R                             | 176                             | Andrea Sergiampietri            | R                               |
| 157                                | Luc Wirtgen                        | 16°                                | 167                           | Davide Gabburo                | 42°                           | 177                             | Filippo Omati                   | R                               |
| Team MBH Bank Colpack Ballan       | Team MBH Bank Colpack Ballan       | Team MBH Bank Colpack Ballan       | Biesse-Carrera                | Biesse-Carrera                | Biesse-Carrera                | MG.K Vis Colors for Peace       | MG.K Vis Colors for Peace       | MG.K Vis Colors for Peace       |
| N°                                 | Ciclista                           | Clas.                              | N°                            | Ciclista                      | Clas.                         | N°                              | Ciclista                        | Clas.                           |
| 181                                | Matteo Ambrosini                   | R                                  | 191                           | Nicolò Arrighetti             | 70°                           | 201                             | Davide Bauce                    | R                               |
| 182                                | Diego Bracalente                   | R                                  | 192                           | Tommaso Dati                  | R                             | 202                             | Francesco Carollo               | 96°                             |
| 183                                | Florian Kajamini                   | R                                  | 193                           | Francesco Galimberti          | 76°                           | 203                             | Simone Carrò                    | R                               |
| 184                                | Lorenzo Masciarelli                | 89°                                | 194                           | Lorenzo Galimberti            | R                             | 204                             | Ben Granger                     | 72°                             |
| 185                                | Sergio Meris                       | R                                  | 195                           | Andrea Montoli                | R                             | 205                             | Matthew Kingston                | R                               |
| 186                                | Leonardo Volpato                   | 48°                                | 196                           | Davide Donati                 | 55°                           | 206                             | Simone Roganti                  | R                               |
| 187                                | Pavel Novák                        | 87°                                | 197                           | Nicolò Pettiti                | R                             | 207                             | Ciro Perez                      | R                               |
| General Store-Essegibi-F.lli Curia | General Store-Essegibi-F.lli Curia | General Store-Essegibi-F.lli Curia | JCL Team Ukyo                 | JCL Team Ukyo                 | JCL Team Ukyo                 | Work Service-Vitalcare-Dynatek  | Work Service-Vitalcare-Dynatek  | Work Service-Vitalcare-Dynatek  |
| N°                                 | Ciclista                           | Clas.                              | N°                            | Ciclista                      | Clas.                         | N°                              | Ciclista                        | Clas.                           |
| 211                                | Michele Berasi                     | R                                  | 221                           | Giovanni Carboni              | 41°                           | 231                             | Tommaso Bambagioni              | R                               |
| 212                                | Tommaso Bergagna                   | R                                  | 222                           | Manabu Ishibashi              | R                             | 232                             | Pierelis Belletta               | 98°                             |
| 213                                | Giovanni Bortoluzzi                | R                                  | 223                           | Yūma Koishi                   | R                             | 233                             | Immanuel D'Aniello              | R                               |
| 214                                | Domenico Cirlincione               | 77°                                | 224                           | Nariyuki Masuda               | 59°                           | 234                             | Tommaso Farsetti                | R                               |
| 215                                | Filippo D'Aiuto                    | R                                  | 225                           | Atsushi Oka                   | R                             | 235                             | Lorenzo Ginestra                | R                               |
| 216                                | Marco Palomba                      | R                                  | 226                           | Thomas Pesenti                | 20°                           | 236                             | Christian Danilo Pase           | R                               |
| 217                                | Ettore Pozza                       | R                                  | 227                           | Masaki Yamamoto               | 69°                           | 237                             | Lucio Pierantozzi               | R                               |
| Petrolike                          |                                    |                                    |                               |                               |                               |                                 |                                 |                                 |
| N°                                 | Ciclista                           | Clas.                              |                               |                               |                               |                                 |                                 |                                 |
| 241                                | Jonathan Caicedo                   | 64°                                |                               |                               |                               |                                 |                                 |                                 |
| 242                                | Diego Camargo                      | R                                  |                               |                               |                               |                                 |                                 |                                 |
| 243                                | Edgar Cadena                       | 80°                                |                               |                               |                               |                                 |                                 |                                 |
| 244                                | Cesar Macias                       | R                                  |                               |                               |                               |                                 |                                 |                                 |
| 245                                | José Ramón Muñiz                   | R                                  |                               |                               |                               |                                 |                                 |                                 |
| 246                                | Jose Juan Prieto                   | R                                  |                               |                               |                               |                                 |                                 |                                 |
| 247                                | Bernardo Suaza                     | R                                  |                               |                               |                               |                                 |                                 |                                 |